# Водопад Бледерија
Бледеријски водопад се налази у близини села Река, на неких 4 км и на неких 30 км од Кладова у смеру Брзе Паланке.

## Карактеристике
Бледерија извире на 190 мнв, тече на југоисток и прима воде Соколовице и Суваје и као Бледерија наставља до спајања са Равном реком, одакле се улива у Дунав.
Сам водопад је висине од око 7 метара, који се преко бигрене пречаге обрушава у облику водене завесе у бигрену каду која је формирала мало језеро тиркизно зелене боје.
Дебљина бигра на самом одсеку је 5 до 10 метара, испод ког теку и мањи слапови. Са стране великог водопада постоји још један мањи који током лета пресушује.
Узводно од водопада, на око 2 км налазе се извори реке Бледерије од којих су неки са већих дубина и са леденом водом, док у непосредној близини постоје и извори субтермалне воде са температуром од 17 степени. Воде ових извора се спајају и у даљем току формирају реку.